# Moja lista marzeń
Moja lista marzeń – pierwsza autorska kompilacja Marka Niedźwieckiego wydana w 1992 roku, zawierająca ulubione utwory prezentera radiowego. Zapis 77 minut muzyki rock i pop.

## Lista utworów
1. Perfect - "Pepe wróć"
2. De Mono - "Ostatni pocałunek"
3. Maanam - "Krakowski spleen"
4. Obywatel G.C. - "Przyznaje się do winy"
5. Dżem - "Dzień, w którym pękło niebo" (wersja z wronami)
6. Sztywny Pal Azji - "Wieża radości, wieża samotności"
7. Aya RL - "Unikaj zdjęć"
8. Klaus Mitffoch - "Strzeż się tych miejsc"
9. Variété - "I znowu ktoś przestawił kamienie"
10. Tilt - "Tak jak ja kocham Cię"
11. Bajm - "Płomień z nieba"
12. Lombard - "Adriatyk, ocean gorący"
13. Stanisław Sojka - "Hard to Part"
14. Edyta Bartosiewicz - "Goodbye to the Roman Candles" (remix)
15. Jerzy Grunwald - "Here in Your Life"